# نایتکور
یک نایتکور (Nightcore) یا آهنگ اسپیدآپ (به انگلیسی: sped-up song, sped-up version, sped-up remix, or, simply, sped-up) ویرایش نسخه‌ای از یک ترک موسیقی است که زیروبمی و معمولاً سرعت آن را افزایش می‌دهد. این افزایش معمولاً ۳۵ درصدی در دور بر دقیقه باعث می‌شود که نت C 4 کمی پایین‌تر از نت F# 4 باشد (۲۶۱٫۶۳ هرتز می‌شود ۳۵۳٫۱۹ هرتز) که تقریباً ۵ و نیم نیم پرده افزایش می‌یابد.
اصطلاح نایتکور اولین بار در سال ۲۰۰۱ توسط دو دی‌جی نروژی استفاده شد، که نسخه‌های تغییر یافته آهنگ‌های ترنس و یورودنس را منتشر کردند. نایتکور معمولاً با انیمه و فرهنگ اوتاکو همراه و مرتبط است، مانند تامب‌نیل‌های استفاده شده در یوتیوب که حاوی هنر و شخصیت‌های انیمه با آهنگ‌ها هستند.
در اوایل دهه ۲۰۲۰، نایتکور، تحت نام «اسپید آپ» (sped-up)، به لطف تیک‌تاک و استفاده از نسخه‌های سریع‌تر شده آهنگ‌های قدیمی در ویدیوها، بسیار محبوب شد. به نوبه خود، شرکت‌های بزرگ موسیقی، نسخه‌های سریع‌تر آهنگ‌های محبوب را فرصتی نسبتاً ارزان برای عمومی کردن آهنگ‌های قدیمی‌تر دیدند. به علاوه، آنها یا شروع به انتشار سه نسخه (عادی، پرسرعت و کند) از یک آهنگ به‌طور همزمان کردند، یا به ساخت و مدیریت پلی‌لیست‌های اسپاتیفای برای نسخه‌های سریع تر تک‌آهنگ‌های موفق روی آوردند.